# Amphipyra problematica
Amphipyra problematica är en fjärilsart som beskrevs av Max Wilhelm Karl Draudt 1924. Amphipyra problematica ingår i släktet Amphipyra och familjen nattflyn. Inga underarter finns listade i Catalogue of Life.